# Hugues Dufourt
Hugues Dufourt (Lyon, 28 de septiembre de 1943) es un compositor y filósofo francés conocido por ser el fundador del espectralismo.

## Trayectoria artística
Hugues Dufourt estudia piano en Ginebra con Louis Hiltbrand (1961-68) y más tarde composición con Jacques Guyonnet (1965-70), con quién colaborará en el Studio de Musique Contemporaine de Ginebra (SMC), y que estrenará sus primeras obras: Brisants, Mura della Città di Dite, Down to a sunless sea, Dusk light. 
Diplomado en filosofía en 1967, Hugues Dufourt fue, en Lyon, alumno de François Dagognet y de Gilles Deleuze y participó en París en los seminarios de Georges Canguilhem y de Suzanne Bachelard. Enseña filosofía en la Université de Lyon II de 1968 a 1971, y luego pasará a la Université Jean-Moulin - Lyon III, donde enseñará hasta 1979.
Como músico, tomará parte en los conciertos del grupo «Musique du Temps» en Lyon, y en 1968, será el responsable de la programación musical del «Théâtre de la Cité» en Villeurbanne, bajo la dirección de Roger Planchon. También participa en las actividades del Ensemble l'Itinéraire, de 1975 a 1981, junto con Gérard Grisey, Michaël Lévinas y Tristan Murail. En 1977 funda el «Collectif de Recherche Instrumentale et de Synthèse Sonore» Criss), junto con Alain Bancquart y Tristan Murail. 
En 1977, los Percusionistas de Estrasburgo, dirigidos por Giuseppe Sinopoli, estrenan Erewhon. Dos años más tarde, en 1979, se estrena Saturne, bajo la batuta de Péter Eötvös en el IRCAM de París. En 1985, el estreno de Surgir, por la Orchestre de Paris, provoca un sonado escándalo. En 1986, Pierre Boulez dirige en La Scala de Milán, L'Heure des traces. Ese mismo año, también se estrenará Hommage à Charles Nègre que servirá como acompañamiento de la película Quai Bourbon de Luc Riolon, con coreografía y puesta en escena de Daniel Larrieu. 
Investigador (1973-1985), y más tarde director de investigación en el CNRS (Centre national de la recherche scientifique) (desde 1985), Hugues Dufourt crea en 1982 el «Centre d’Information et de Documentation /Recherche Musicale» (CID-RM), que dirige hasta 1995. Preside el Ensemble Forum (1985-89), y funda el «Séminaire d’histoire sociale de la musique» (1984) y en 1989 el doctorado «Musique et Musicologie du XXe siècle», en la École des Hautes Études en Sciences Sociales, con el concurso de la École normale supérieure, del CNRS y del IRCAM .
En 1995 se estrena su primera ópera en la Opéra de Lyon, Dédale, en tres partes y con libreto de Myriam Tanant y puesta en escena de Jean-Paul Fall. 
Hugues Dufourt es autor de importantes artículos: «Le déluge: philosophie de la musique moderne», «Musique, mathesis et crises, de l’Antiquité à l’âge classique», «Musique et principes de la pensée moderne: des espaces plastique et théorique à l’espace sonore», «Les fonctions paradigmatiques de la musique chez Leibniz», «La musique sur ordinateur : une sémantique sans sujet?», «Les principes de la musique». La mayoría de sus artículos se publicaron en 1991 un libro sobre su obra: Musique, pouvoir, écriture, editado por Christian Bourgois.
Hugues Dufourt ha sido premiado ya varias veces: 
- 1975 Grand prix de la musique de chambre della SACEM.
- 1980 Grand Prix dell’Académie Charles Cros.
- 1985 Prix Koussevitsky.
- 1987 Premio della giuria del Festival Musique en Cinéma.
- 1994 Prix des Compositeurs della SACEM.

## Catálogo de obras
| Año     | Obra | Tipo de obra                    | Duración |
| 1968    | Brisants, para piano y dieciséis instrumentos. | Música orquestal                |          |
| 1969    | Mura della Città di Dite, para diecisiete instrumentistas. | Música orquestal                |          |
| 1969    | Hommage à Charles Nègre, para seis instrumentistas (acompagne le film Quai Bourbon de Luc Riolon, sur une chorégraphie et dans une mise en scène de Daniel Larrieu). | Música incidental               |          |
| 1970    | Down to a sunless sea, para dieciséis cuerdas. | Música orquestal                |          |
| 1971    | Dusk light, para cuatro cantantes y ensemble instrumental. | Música vocal                    |          |
| 1972-76 | Erewhon, para seis percusionistas | Música instrumental (percusión) |          |
| 1976-77 | Sombre journée, para seis percusionistas | Música instrumental (percusión) |          |
| 1976-77 | La Tempesta d'après Giorgione, para ocho instrumentistas | Música instrumental             |          |
| 1978    | Antiphysis, para flauta principal y orquesta de cámara. | Música orquestal                |          |
| 1979    | Saturne, para vieintidós instrumentistas. | Música orquestal                |          |
| 1984    | Surgir, para orquesta. | Música orquestal                |          |
| 1984    | La Nuit face au ciel, para seis percusionistas | Música instrumental (percusión) |          |
| 1986    | La Mort de Procris, para doce cantantes, sur un texte de William Shakespeare.                                                                                        | Música vocal                    |          |
| 1986    | L'Heure des traces, para veinte instrumentistas. | Música orquestal                |          |
| 1986    | Dédale, ópera con un libreto de Myriam Tanant, para 7 cantantes, coro mixto y 16 instrumentos.                                                                       | Música de escena                |          |
| 1990    | L'Ile sonnante, para percusión y guitarra eléctrica. | Música instrumental             |          |
| 1990    | Plus Oultre, para percusión. | Música solista (percusión)      |          |
| 1991    | Noche oscura, para seis voces de hombres a cappella (según un poema de san Juan de la Cruz).                                                                         | Música vocal (cappella)         |          |
| 1991-92 | Les Hivers II: Le Philosophe selon Rembrandt, para veintiocho instrumentistas.                                                                                       | Música orquestal                |          |
| 1993    | Lucifer d'après Pollock, toile de 1947, para orquesta. | Música orquestal                |          |
| 1993    | Quatuor de saxophones. | Música instrumental             |          |
| 1993    | The Watery Star, para ocho instrumentistas. | Música instrumental             |          |
| 1994-95 | An Schwager Kronos, para piano. | Música solista (piano)          |          |
| 1995-96 | L'Espace aux ombres, para orquesta de cámara. | Música orquestal                |          |
| 1996    | Euclidian Abyss, para octeto. | Música instrumental             |          |
| 1996-97 | La Maison du sourd, para flauta solista y orquesta. | Música orquestal                |          |
| 1997    | Meeresstille, para piano. | Música solista (piano)          |          |
| 1997    | La Cité des saules, para guitarra eléctrica. | Música solista (guitarra)       |          |
| 2000    | Rastlose Liebe, para piano. | Música solista (piano)          |          |
| 2001    | Les Hivers I: Le Déluge d'après Poussin, para orquesta. | Música orquestal                |          |
| 2001    | Les Hivers III: Les chasseurs dans la neige d'après Bruegel, para orquesta.                                                                                          | Música orquestal                |          |
| 2001    | Les Hivers IV: La Gondole sur la lagune d'après Guardi, para orquesta.                                                                                               | Música orquestal                |          |
| 2003-04 | Le Cyprès blanc, para viola y orquesta. | Música orquestal                |          |
| 2004    | L'Origine du monde, para piano y orquesta. | Música orquestal                |          |
| 2005    | L'Afrique d'après Tiepolo, para piano y ensemble. | Música instrumental             |          |

### Discografía
- Erewhon, CD Accord 465 716-2, Les Percussions de Strasbourg, Lorraine Vaillancourt.
- La Maison du Sourd - Lucifer d'après Pollock, CD Accord 461 947-2, Pierre-Yves Artaud (flauta), Emilio Pomarico, Orchestre Philharmonique de Radio France.
- Saturne - Surgir, CD Accord 465 714-2, Ensemble L'Itinéraire, Orchestre de Paris, Peter Eötvös.
- The Watery Star - An Schwager Kronos - L'Espace aux Ombres, CD Accord 465 715-2, Ensemble FA, Dominique My.
- Dédale CD MFA, Orchestre de l’Opéra de Lyon, Claire Gibault.
- Boulez dirige…, CD Erato, contiene Antiphysis, Ensemble Intercontemporain, Pierre Boulez, Istvan Matuz (flauta)